# Abbaye de Tennenbach
L'abbaye cistercienne de Tennenbach (Porta coeli) est une ancienne abbaye fondée vers 1158 dans la commune de Freiamt, aujourd’hui située dans l’Arrondissement d'Emmendingen de Bade-Wurtemberg en Allemagne.

## Histoire
Fondée par des moines venant de l’Abbaye de Frienisberg, près de Berne en Suisse, elle-même fille de l’Abbaye de Lucelle en Alsace, l’abbaye faisait partie de la filiation de l’Abbaye de Morimond et dès 1182 de l’Abbaye de Salem.
L’abbaye dissoute en 1806 et démolie en 1829, l’église abbatiale a été réconstruite à Fribourg-en-Brisgau, sous le nom de Ludwigskirche (église Saint-Louis), et détruite en 1944 par les bombardements anglo-américains.

## Bâtiments

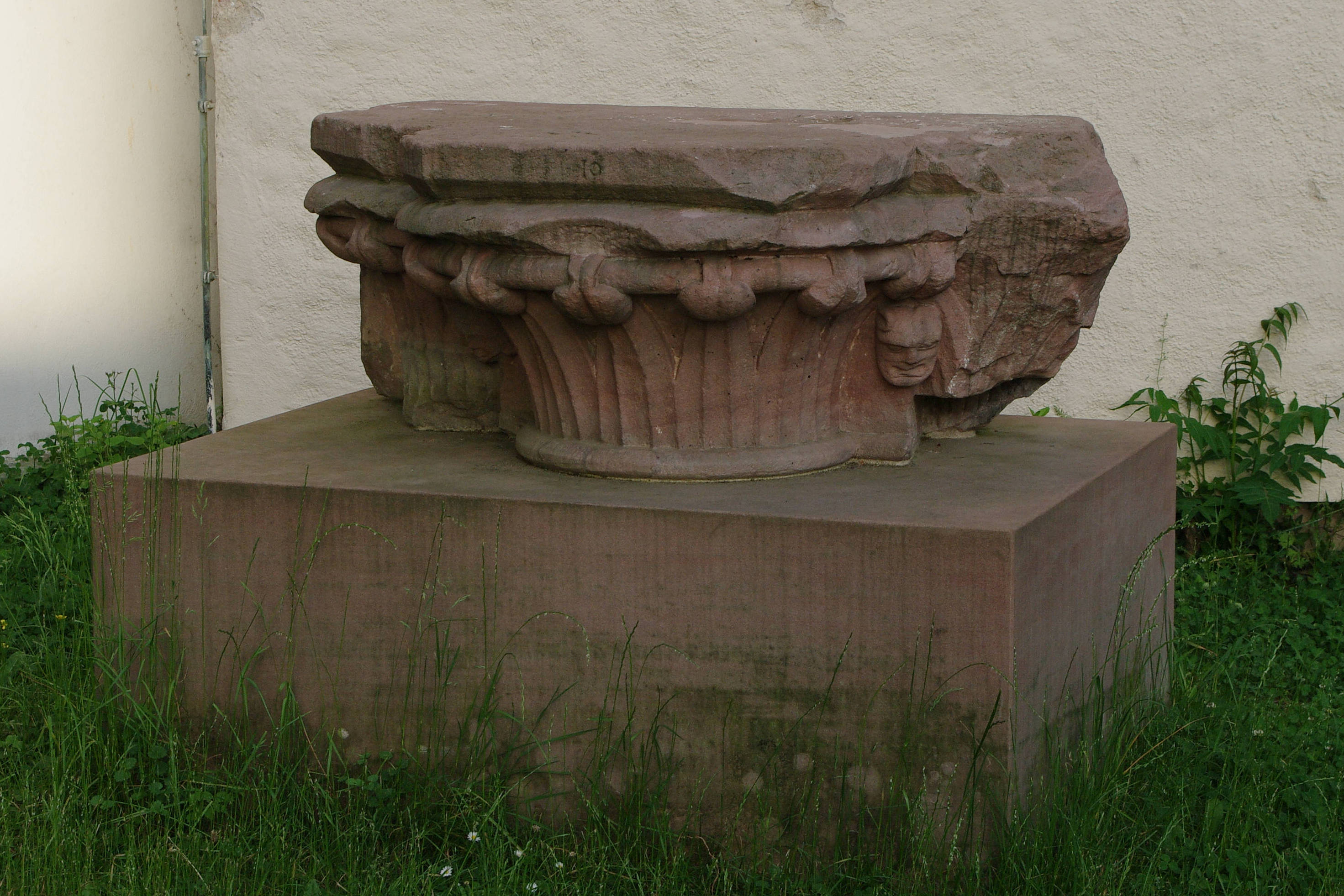
Chapiteau de l'ancienne abbatiale, aujourd’hui à Fribourg.

Subsiste sur place la chapelle de l'hôpital, d'architecture gothique et construite au cours de la deuxième moitié du XIIIe siècle.
Un chapiteau de l'ancienne abbatiale demeure, à Fribourg-en-Brisgau, près de la nouvelle Ludwigskirche.